# Carl Friedrich Philipp von Martius
Carl Friedrich Philipp von Martius (født 17. april 1794 i Erlangen, død 13. december 1868 i München) var en tysk botaniker. 
I 1826 blev han professor i botanik i München og direktør for denne bys botaniske have, efter at han 1817—20 sammen med Spix havde foretaget en videnskabelig rejse i Brasilien, på hvilken han indsamlede et meget betydeligt materiale, med hvis bearbejdelse han siden stadig var sysselsat. Af hans skrifter kan nævnes: Historia naturalis Palmarum (1823—50, med 245 Tavler), Icones plantarum cryptogamicarum, quas in itinere 1817—20 per Brasiliam instituto collegit et descripsit (1828—34, med 76 Tavler) samt især Flora Brasiliensis (fra 1840). Af dette udmærkede billedværk, grundlæggende for alt botanisk studium af tropisk Amerika, er mangfoldige bind udgivne.
Autornavnet Mart. kan bruges for Carl Friedrich Philipp von Martius sammen med et videnskabeligt artsnavn inden for botanikken. (Wikipedia-artikler der bruger autornavnet)